# Педро Петроне
Педро Петроне Шиавоне (11. мај 1905 — 13. децембар 1964) био је уругвајски фудбалер који је играо у улози нападача. Надимак му је био Артиљеро, што значи артиљерац или стрелац, због његове вештине за давање голова. У неким изворима, као датум рођења помиње се и 11. јун 1905. године.

## Клупска каријера
Током своје каријере, Петроне је играо за Насионал, где је освојио два национална турнира (1924, 1934) и у Италији с Фјорентином, где је одиграо 44 утакмице и постигао 37 голова; био је најбољи стрелац Серије А током сезоне 1931/32. Док је био у Италији, Петроне је умео да отрчи сто метара за једанаест секунди; по причама је био најбржи играч у лиги. 

## Међународна каријера
Два пута је био освајач златне медаље на Олимпијским играма, 1924 и 1928 Петроне је такође освојио Светско првенство 1930. с Уругвајем. Имао је 19 година и месец дана када је примио златну медаљу 1924. године и награду за најбољег стрелца турнира, чиме је остао до данас најмлађи играч који је добио златну медаљу у фудбалу у историји Олимпијских игара. 
Петроне је освојио 28 званичних купова за Уругвај, постигавши 24 гола. Голови на ранијим мечевима, који нису били званични мечеви под окриљем Фифе, нису урачунати. Да јесу, Петроне би имао скор од 80 мечева и 36 голова. Тренутно је седми на списку најбољих стрелаца Уругваја. 

## Занимљивости
Педро је у Италију 1931. године стигао као „Ел Перучо“ Петроне; слетео је у Ђенову, и видео да је заборавио своје копачке. Док су директори Фјорентине слали телеграме у потрази за Педровим копачкама, он је отишао у Болоњу, у посету свом старом пријатељу Рафаелу Сансонеу. Тамо је испробао пар нових копачки, које су му се допале и са којима је у својој првој сезони постигао 25 голова као играч Фјорентине. 
У свом првом тренингу са Фјорентином Петроне је шутнуо лопту ка голу, лопта је прешла преко пречке и наставила да лети све док коначно није разбила прозор на старој згради која се налазила на 300 метара од терена. Његови шутеви су често остављали повређене противнике, голмане у несвести, а мреже поцепане. Али Петроне није тренирао редовно у Италији, увек је каснио на тренинг.
У Фиренци је Петроне променио и надимак, постао је „Артиљеро“ захваљујући прецизним и снажним шутевима на гол. Међутим морао је да усвоји и ново име, Пјетро, зато што су фашистичке власти забраниле не-италијанска имена. 
Током друге сезоне, аустријски тренер Херман Фелснер, желео је да га постави за бека, чему се он успротивио, али остао је без подршке управе, суспендован је и новчано кажњен. Вратио се у Уругвај, бежећи из Фиренце.

## Смрт
Петроне је умро у Монтевидеу 1964. године, са својих 59 година. 

## Титуле и награде

### Клуб
Национал
- Прва дивизија Уругваја: 1924, 1933.

### Међународни
Уругвај
- Олимпијска златна медаља: 1924, 1928.
- Копа Америка: 1923, 1924; финалиста: 1927; треће место: 1929.
- Светско првенство: 1930

### Појединачни
- Копа Америка — најбољи стрелац: 1923, 1924, 1927.
- Олимпијски фудбалски турнир — најбољи стрелац: 1924.
- Играч шампионата Јужне Америке, најбољи играч турнира: 1924.
- Најбољи стрелац Серије А: 1931/32.